# A. J. 퍽
A.J. 퍽 (풀네임 : Andrew Jacob Puk, 1995년 4월 25일 ~ )은 미국 프로야구 아메리칸 리그 오클랜드 애슬레틱스의 선수이다.
주요 구종은 90마일 중반대의 직구와 슬라이더이다.

## 아마추어 경력
학창 시절 야구와 미식축구를 병행하다 고등학교 2학년때 야구에 집중하기 위해 미식축구는 그만 두었다.
2013년 드래프트에서 35라운드 1056순위로 디트로이트 타이거즈에 지명되었으나 계약을 하지 않고 플로리다 대학교에 진학했다.
2015년 4월 12일 밤 11시 팀 동료 커비 스니드와 함께 술을 마시고 플로리다 대학교 캠퍼스 내의 한 건설현장에 설치된 크레인을 타고 올라갔다가 경찰에 체포되었다.
중범죄 혐의로 기소되고 학교에서도 정학 처분을 받았지만, 몇개월 뒤 경범죄로 전환된 후 다시 학교로 복귀하였다.

## 프로 경력
2016년 1라운드 6순위로 오클랜드 애슬레틱스에 입단했다. 2018년 4월 11일 왼쪽 팔꿈치 인대 재건을 위한 토미 존 수술을 받고 전체 시즌 아웃이 되었다.
2019년 8월 21일 뉴욕 양키스와의 경기에서 첫 메이저리그 데뷔를 하였다. 시즌 마감 잔여 경기까지 메이저 로스터에 살아남아 총 10경기에 중간계투로 출전 11.1이닝 10피안타 4실점 2홀드 방어율 3.18을 기록했다.

## 통산 기록
| 연 도          | 소 속          | 나 이          | 승 리 | 패 전 | 평 자 책 | 출 장 | 선 발 | 완 투 | 완 봉 | 홀 드 | 세 이 브 | 이 닝 | 피 안 타 | 실 점 | 자 책 | 피 홈 런 | 볼 넷 | 고 4 | 탈 삼 진 | 몸 맞 | 보 크 | 폭 투 | Q S | 피 안 타 율 | W H I P |
| -------------- | -------------- | -------------- | ----- | ----- | -------- | ----- | ----- | ----- | ----- | ----- | -------- | ----- | -------- | ----- | ----- | -------- | ----- | ---- | -------- | ----- | ----- | ----- | --- | ----------- | ------- |
| 2019           | OAK            | 24             | 2     | 0     | 3.18     | 10    | 0     | 0     | 0     | 2     | 0        | 11.1  | 10       | 4     | 4     | 1        | 5     | 0    | 13       | 0     | 0     | 2     | 0   | .238        | 1.32    |
| MLB 통산 : 1년 | MLB 통산 : 1년 | MLB 통산 : 1년 | 2     | 0     | 3.18     | 10    | 0     | 0     | 0     | 2     | 0        | 11.1  | 10       | 4     | 4     | 1        | 5     | 0    | 13       | 0     | 0     | 2     | 0   | .238        | 1.32    |

※ 2019년 시즌 종료 기준